# Mia Ming
Mia Ming (* 1977 im Rheinland) ist das Pseudonym einer deutschen Autorin.

## Leben und Karriere
Nach ihrem Studium der Literaturwissenschaften und Kunstgeschichte arbeitete Ming für sechs Jahre als Lektorin beim Schwarzkopf & Schwarzkopf Verlag, bevor sie selbst als Autorin aktiv wurde. Bereits ihr erstes Buch mit dem Titel Schlechter Sex – 33 Frauen erzählen über ihre lustigsten, peinlichsten & absurdesten Erlebnisse (2008) erregte reges Interesse in den Medien, so dass zwei weitere Bände folgten. 2010 erschien dann Seitensprünge.
2011 wählten die Leser der Zeitschrift GQ Ming in einer Onlineabstimmung auf den vierten und im darauffolgenden Jahr auf den zweiten Platz der GQ Top 100.

## Werke
- Schlechter Sex 1: 33 Frauen berichten über ihre lustigsten, peinlichsten & absurdesten Erlebnisse. Schwarzkopf & Schwarzkopf, Berlin 2008, ISBN 978-3-89602-814-3.
- Schlechter Sex 2: 33 Männer berichten über ihre lustigsten, peinlichsten & absurdesten Erlebnisse. Schwarzkopf & Schwarzkopf, Berlin 2008, ISBN 978-3-89602-849-5.
- Schlechter Sex 3: 33 Frauen berichten über ihre lustigsten, peinlichsten & absurdesten Erlebnisse. Schwarzkopf & Schwarzkopf, Berlin 2009, ISBN 978-3-89602-868-6.
- Seitensprünge 1: 33 Frauen erzählen von aufregenden Affären, gefährlichen Liebschaften und haarsträubenden Eskapaden. Schwarzkopf & Schwarzkopf, Berlin 2010, ISBN 978-3-89602-953-9.
- Seitensprünge 2: 33 Männer erzählen von aufregenden Affären, gefährlichen Liebschaften und haarsträubenden Eskapaden. Schwarzkopf & Schwarzkopf, Berlin 2011, ISBN 978-3-89602-999-7.
- Perfekte Nächte. 100 Tipps gegen schlechten Sex. Schwarzkopf & Schwarzkopf, Berlin 2012, ISBN 978-3-86265-096-5.